# Věra Řeháčková

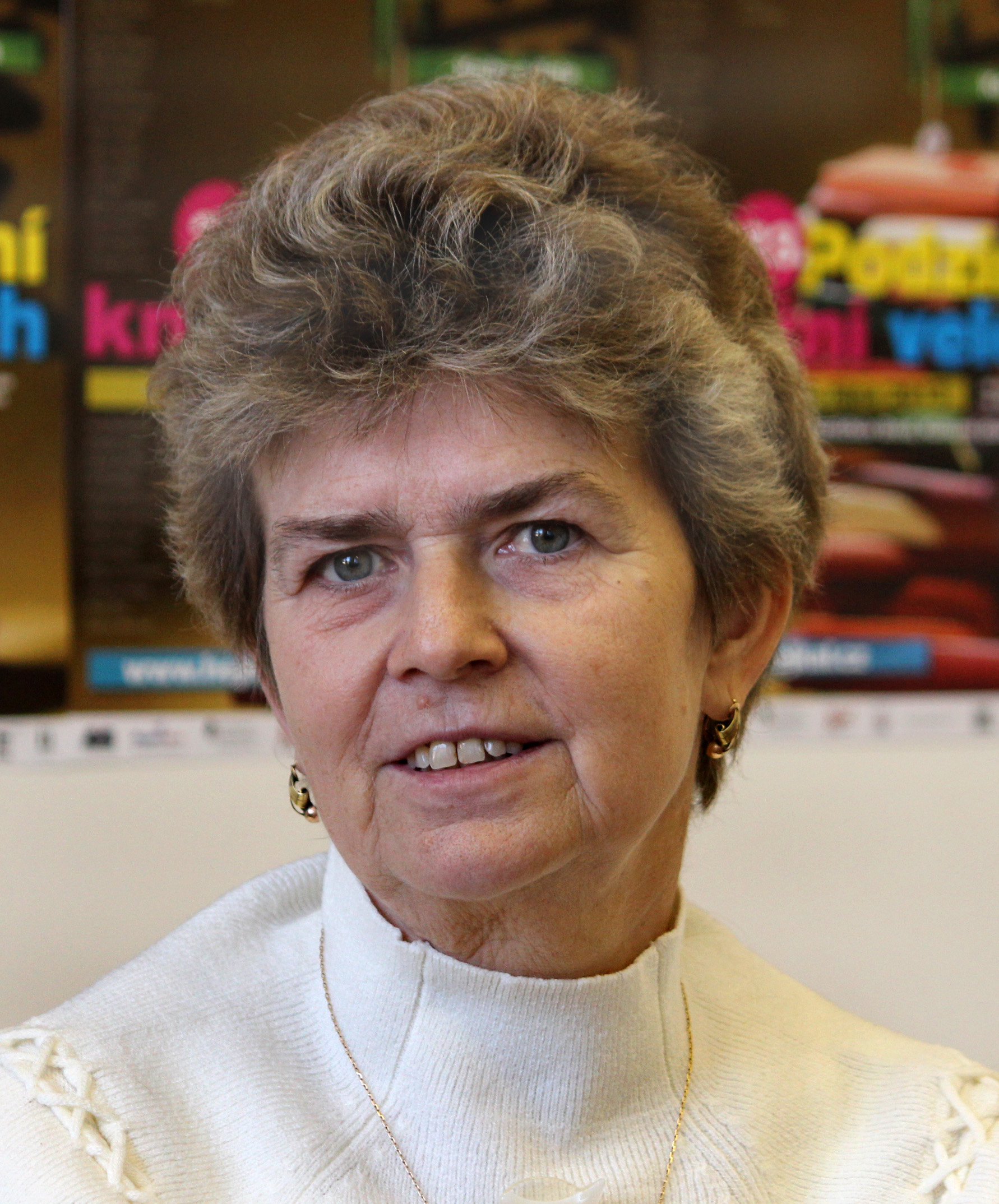
Věra Řeháčková, 2013

Věra Řeháčková (* 14. August 1950 in Brünn) ist eine tschechische Schriftstellerin.

## Leben
Věra Řeháčková absolvierte eine Ausbildung zur Verkäuferin und arbeitete anschließend in einer Schmuckhandlung. 

## Werke
Die Idee zu ihrem erfolgreichsten Roman Hinter weißen Gittern (Za bílými mřížemi) entstand aufgrund eines Aufsatzes, den sie während ihrer Lehre schrieb. Als kleines Kind war sie drei Monate wegen eines Herzfehlers im Krankenhaus. Ihre Eindrücke schrieb sie nieder und erntete großen Erfolg. Insgesamt schrieb sie über fünfzig Bücher, weitere sind in Vorbereitung. Thema ihrer Werke sind meist Frauen in schwierigen Lebenssituationen.